# Тамдисай
Тамдиса́й (рос. Тамдысай) — село у складі Акбулацького району Оренбурзької області, Росія.

## Населення
Населення — 292 особи (2010; 359 у 2002).
Національний склад (станом на 2002 рік):
- казахи — 63 %